# Деволи (река)
Дево́ли (алб. Devolli) — река в Албании. Берёт начало на западных склонах хребта Грамос. Длина реки 181 км. Площадь водосбора 3240 км², средняя высота водосборного бассейна 960 м над уровнем моря. Пересекает межгорную Корчинскую котловину, где прежде река образовывала ныне осушенное мелководное озеро Малики. В среднем течении — горная река. Принимает левый приток Томоррица (Томори) выше города Грамши. Далее течёт по переменной холмистой местности до Козаре. Течёт в северо-западном направлении, у села Гостима поворачивает на юг. У Козаре принимает левый приток Осуми, образуя реку Семани, которая впадает в Адриатическое море. Осенне-зимние паводки, летняя межень. Средний расход воды в устье составляет 80 кубических метров в секунду и общее количество переносимого водой рыхлого (нерастворимого) материала составляет 12,5 × 106 тонн/год. Воды используются на орошение.

## Каскад ГЭС на Деволи
Норвежской компанией Statkraft на условиях build-own-operate (BOO) на реке Деволи построен каскад из двух гидроэлектростанций: ГЭС Банья и ГЭС Моглица. В 2013 году начато строительство ГЭС Банья, завершённое в 2016 году. Строительство ГЭС Моглица начато в 2015 году и завершено в 2020 году.

## История
В античное время река Деволи была известна как река Эордайк (др.-греч. Εορδαϊκός, лат. Eordaïcus). В верховьях реки находился средневековый город-крепость Девол.